# سايان
الساياجين (باليابانية: サイヤ人، بالروماجي: Saiya-jin) هم عرق مهدد بالانقراض من المحاربين الخارقين ظهرو في مانغا وانمي وأفلام دراغون بول وكانوا يعيشون على كوكب فيجيتا قبل ان يدمره فريزا ويقتل معظم اهله ظهرو في كل من دراغون بول زد و، دراغون بول جي تي والذي يعتبر جزءا منفصلا لان مؤلف الأنمي لم يكتبه ودراغون بول سوبر.في السلسة، الساياجين هم عرق من المحاربين ذوي الطبيعة العدائية والذي كان يسعون ليصبحوا اقوى المحاربين في الكون قبل ان يقوم فريزا بمحيهم قبل بدء احداث سلسلة دراغون بول.
الساياجين يلعبون دورا هاما في السلسلة حيث ان كاكاروتو (غوكو) هو من الساياجين وقد ارسل إلى الأرض قبل تدمر الكوكب بفترة وجيزة لقتل جميع اهلها ولكنه سقط عندما كان صغيرا على راسه ففقد ذاكرته.
سكن الساياجين كوكب سادلا قبل ان يسكنوا كوكب فيجيتا. وكان لباسهم ك: لباس كابا من الكون 6

## الساياجين الذين نجوا من تدمير الكوكب
1- كاكاروتو.
2- فيجيتا.
3- برولي.
4- راديتز وهو أخو غوكو الأكبر.
5- نابا.
6- تاربل وهو أخو فيجيتا الاصغر. 
7- بارغوس وهو والد برولي
8- برولي

## الساياجين
1- غوكو.
2- باردوك.
3- فيجيتا.
4- غوهان.
5- ترانكس.
6- بان.
7- باراغوس والد برولي.
8- راديتز وهو أخو غوكو الأكبر.
9- تاربل وهو أخو فيجيتا الاصغر.
10- نابا.
11- كابا.
12- كيفلا
13- كالي
14- غوتين.
15-الملك فيجيتا